# Ngân hàng Thương mại cổ phần Bắc Á
Ngân hàng TMCP Bắc Á, thường được biết đến với tên khác là Bac A Bank, vốn là viết tắt cho tên giao dịch tiếng Anh: Bac A Commercial Joint Stock Bank, là một ngân hàng thương mại tại Việt Nam với tổng tài sản 131.000 tỷ đồng.

## Lịch sử
Ngân hàng TMCP Bắc Á được thành lập vào ngày 17 tháng 9 năm 1994 tại Nghệ An. Năm 1995, Bac A Bank khai trương chi nhánh đầu tiên tại Hà Nội. Năm 2004, Bac A Bank khai trương chi nhánh đầu tiên tại Thành phố Hồ Chí Minh. Năm 2009, Bac A Bank trở thành nhà tư vấn tài chính đã tham gia vào sự thành lập thương hiệu TH True Milk của TH Group. Năm 2011, Bac A Bank thay đổi bộ nhận dạng thương hiệu. Năm 2016, Bac A Bank đã thành công tăng vốn điều lệ lên 5500 tỷ đồng.

## Lãnh đạo
- Chủ tịch Hội đồng Quản trị: Trần Thị Thoảng
- Tổng Giám đốc: Thái Hương
- Phó Tổng Giám đốc thường trực: Đặng Trung Dũng
- Phó Tổng Giám đốc: Võ Văn Quang
- Phó Tổng Giám đốc: Chu Nguyên Bình
- Phó Tổng Giám đốc: Lê Ngọc Hồng Nhật
- Phó Tổng Giám đốc: Nguyễn Ái Dân
- Phó Tổng Giám đốc: Nguyễn Trọng Trung
- Phó Tổng Giám đốc: Nguyễn Việt Hanh
- Phó Tổng Giám đốc: Trương Vĩnh Lợi

## Giải thưởng
- Top 500 doanh nghiệp lớn nhất Việt Nam[6]
- Top 100 Sản phẩm dịch vụ Tin & Dùng[cần dẫn nguồn]
- Doanh nghiệp thương mại xuất sắc[7]
- Ngân hàng tiêu biểu phát triển bền vững vì cộng đồng[8]
- Ngân hàng trách nhiệm xã hội tốt nhất[cần dẫn nguồn]

## Danh hiệu
- Huân chương Lao động hạng Ba[9]